# Betânia (filme)
Betânia é um filme de drama brasileiro de 2024 escrito e dirigido por Marcelo Botta em sua estreia na direção de longas-metragens. O filme é estrelado por Diana Mattos e gira em torno de Betânia, uma robusta matriarca de família, que está em uma viagem turbulenta nas areias sempre mutáveis do tempo. O título também é uma homenagem ao povoado de mesmo nome, e mistura manifestações folclóricas e sonoridades locais como o bumba meu boi, o tambor de crioula e o reggae remix.
Foi selecionado na seção Panorama do 74º Festival Internacional de Cinema de Berlim e exibido em 18 de fevereiro de 2024. Marcelo Botta foi indicado ao prêmio de Melhor Primeiro Longa-Metragem da GWFF no festival.
O filme também foi exibido no 55º International Film Festival of India, onde foi o único longa brasileiro na mostra competitiva, concorrendo na categoria Melhor Filme de Estreia.

## Enredo
Depois de perder o marido, Betânia, matriarca da família de 65 anos, é convencida pelas filhas a voltar para sua cidade natal, onde ainda residem seus parentes. A vila está localizada perto da paisagem arenosa do Parque Nacional dos Lençóis Maranhenses, no Maranhão. Betânia abandona a sua vida simples, rural e sem eletricidade e entra num mundo onde o velho e o novo se chocam. Movidas pela música milenar do Maranhão, Betânia e sua família lutam para preservar sua identidade. A vida prevalece, como sempre, apesar dos desafios das imponentes dunas de areia, da água contaminada, das dificuldades económicas e dos conflitos familiares.

## Elenco
- Diana Mattos como Betânia
- Tião Carvalho como Ribamar
- Caçula Rodrigues como Tonhão
- Nádia D’Cássia como Vitória
- Ulysses Azevedo como Antonio Filho
- Michelle Cabral como Irineusa
- Vitão Santiago como Xambim
- Enme Paixão como DJ Kaya

## Lançamento
Betânia teve estreia mundial no dia 18 de fevereiro de 2024, no âmbito do 74.º Festival Internacional de Cinema de Berlim, na seção Panorama.
Em dezembro de 2023, a MPM Premium, com sede em Paris, adquiriu os direitos de venda do filme antes de sua estreia na Berlinale.

## Recepção
Stephen Saito, em crítica para o Moveable Fest na Berlinale, escreveu: "Embora o filme esteja mais inclinado a perseguir sua vitalidade do que a aderir a alguma estrutura mais tradicional, assim como os próprios personagens, Betânia encontra as recompensas nessa experiência."

## Prêmios e indicações
| Premiação                                  | Data                    | Categoria                 | Recipientes   | Resultado | Ref.   |
| ------------------------------------------ | ----------------------- | ------------------------- | ------------- | --------- | ------ |
| Festival Internacional de Cinema de Berlim | 25 de fevereiro de 2024 | Panorama de Melhor Filme  | Marcelo Botta | Indicado  | [ 6 ]  |
| Festival Internacional de Cinema de Berlim | 25 de fevereiro de 2024 | Melhor Estreia na Direção | Marcelo Botta | Indicado  | [ 4 ]  |
| Festival Internacional de Cinema de Berlim | 25 de fevereiro de 2024 | Teddy Award               | Marcelo Botta | Indicado  | [ 10 ] |